# Perilampus desaii
Perilampus desaii är en stekelart som beskrevs av Mani och Kaul 1973. Perilampus desaii ingår i släktet Perilampus och familjen gropglanssteklar. Inga underarter finns listade i Catalogue of Life.